# کودتای نافرجام ۲۰۱۶ بورکینافاسو
کودتای نافرجام ۲۰۱۶ بورکینافاسو، یک تلاش ناموفق برای سرنگونی دولت بورکینافاسو بود که در ۸ اکتبر ۲۰۱۶ اتفاق افتاد. دست کم ۳۰ نفر از اعضای سابق گارد ریاست جمهوری (معروف به RSP) جهت حمله به سه محل برنامه‌ریزی کردند، این محل‌ها شامل: محل اقامت رئیس‌جمهور بورکینافاسو، یک پادگان ارتش بورکینافاسو و یک زندان در واگادوگو پایتخت بورکینافاسو بود. در این کودتای نافرجام دو نفر از اعضای سابق گارد ریاست جمهوری کشته و حداقل ده نفر دیگر نیز دستگیر شدند. این کودتا توسط گاستون کولیبالی، عضو سابق گارد ریاست جمهوری رهبری شد.